# Ruberval Monteiro da Silva
Dom Ruberval Monteiro da Silva, OSB (Rolândia, 25 de dezembro de 1961) é um artista plástico brasileiro, monge beneditino, especialista em arte sacra contemporânea.

## Biografia
Ingressou no Mosteiro da Ressurreição no dia 19 de março de 1983. Profissão religiosa em 12 de outubro de 1985, ordenação sacerdotal em 4 de setembro de 1993.
Filosofia pela Pontifícia Universidade Católica de Curitiba, Paraná,
e Teologia pelo Instituto de Filosofia e Teologia ‘Mater Ecclesiae’ da diocese de Ponta Grossa, Paraná. Mestrado em iconografia oriental e ocidental pelo Pontifício Instituto Oriental, em Roma, Itália, 2003. Doutorado em 2008, no mesmo Instituto.
Autodidata em artes plásticas. Aluno de Marko Ivan Rupnik e Aleksandr Kornooukhov, em 1995-96, junto ao atelier do Centro Aletti, Roma.
Vive em Roma, no Pontifício Ateneo Santo Anselmo, Colégio Internacional dos beneditinos. 
A principal atividade é a docência na área de arte paleocristã e liturgia no Pontifício Instituto Liturgico, em Roma. Autor de ícones expressivos e bíblico-teológicos. Dedica-se também ao desenho gráfico e à pintura. Tem obras avulsas e arte monumental difundidas no Brasil, América Latina e Europa.

## Exposições
1. “Iconos” (individual) Museo de História y Artes  de la Municipalidad de Gal. Viamonte, (Buenos Aires) Argentina, 1987.
2. “Arte em Movimento” (coletiva) Ponta Grossa PR,  1990.
3. “Artistas Pontagrossenses” (coletiva)  Ponta Grossa PR, 1991.
4. “Janelas da Terna Amizade de Deus” (individual)  Ponta Grossa PR, 1991.
5. "III Salão Nacional de Arte Religiosa"  -  (coletiva)  Pontifícia Universidade Católica, Curitiba PR, 1992[3].
6. “Mistérios” (individual) Ponta Grossa PR, 1992.
7. “Janelas do Mistério” (individual)  Museu de Arte Sacra, Curitiba PR, 1994.

## Ligações Externas
- «Site oficial do Centro Aletti»
- «Paróquia Santa Mônica e Agostinho em Bolonha, Itália»
- «Quaresma, tempo de renovar nossa relação com Deus, 01 de março de 2018»
- «Os dois espaços celebrativos nos primeiros séculos da Era Cristã, segundo André Grabar»